# Sybra helleri
Sybra helleri är en skalbaggsart som först beskrevs av Schwarzer 1931.  Sybra helleri ingår i släktet Sybra och familjen långhorningar.
Artens utbredningsområde är Filippinerna. Inga underarter finns listade i Catalogue of Life.